# Керносовский сельский совет
Керносовский сельский совет (укр. Керносівська сільська рада) — входит в состав
Новомосковского района
Днепропетровской области
Украины.
Административный центр сельского совета находится в 
с. Керносовка.

## Населённые пункты совета
- с. Керносовка
- с. Анновка
- с. Орелька

## Достопримечательности
- Керносовский идол — каменное изваяние эпохи энеолита, III тыс. до н. э. Хранится в Днепропетровском национальном историческом музее имени Д. И. Яворницкого. Найден в 1973 году у села Керносовка.